# 福知山市立三和中学校
福知山市立三和中学校（ふくちやましりつ みわちゅうがっこう）は、京都府福知山市三和町にある公立中学校。2019年4月に福知山市立菟原小学校、福知山市立細見小学校を統合した福知山市立三和小学校ともに、小中一貫校である三和学園を構成する中学校となった。

## 沿革
- 1947年5月3日 - 天田郡組合立細見中学校開校
- 1950年6月 - 新校舎竣工式を挙行
- 1952年8月 - グラウンド竣工
- 1955年3月31日 - 町村合併により、三和村立三和中学校へ改称
- 1956年4月1日 - 町制施行により、三和町立三和中学校へ改称
- 1959年12月 - 産業教室（実習棟）竣工
- 1970年8月 - プール竣工
- 1978年7月 - 教室棟、管理棟竣工
- 2006年1月1日 - 1市3町の合併により、福知山市立三和中学校へ改称
- 2019年4月1日 - 同一敷地内に福知山市立三和小学校が開校。

## 学校教育目標・目指す生徒像・学校テーマ

### 学校教育目標
「学び、思いやり、たくましく生きる生徒の育成」

### 目指す生徒像
- 夢に向かって学び続ける生徒
- 自他を愛し、豊かな心をもった生徒
- たくましく生きる力をもった生徒

### 学校テーマ
～明るく元気に生き生きと～

1. 知（学力の充実）希望進路実現
2. 心（豊かな心）体験活動を大切に
3. 和（地域との響きあい）信頼される学校

## 委員会
- 生活委員会
- 環境・安全委員会
- 保健・体育委員会
- 文化委員会
- 給食委員会
- 広報委員会

## 部活動

### 運動部
- 野球部
- ソフトテニス部
- バスケット部
- バレー部

### 文化部
- パソコン部
- CHS部

## 生徒会

### 生徒会スローガン
「笑顔あふれる最高の歌声 三和の誇りを世界へ向けて」

### 生徒会活動
- アルミ缶回収

過去に表彰を受けている

## 通学区域が隣接している学校
- 福知山市立六人部中学校
- 綾部市立綾部中学校
- 綾部市立東綾中学校
- 京丹波町立和知中学校
- 京丹波町立瑞穂中学校

以下は兵庫県。
- 丹波篠山市立西紀中学校
- 丹波市立春日中学校
- 丹波市立市島中学校